# Голубовка (Середино-Будский район)
Голубовка (укр. Голубівка) — село,
Голубовский сельский совет,
Середино-Будский район,
Сумская область,
Украина.
Код КОАТУУ — 5924480901. Население по переписи 2001 года составляло 211 человек .
Является административным центром Голубовского сельского совета, в который, кроме того, входят сёла
Заречье,
Лесное,
Полесское и
Подолы.

## Географическое положение
Село Голубовка находится на левом берегу реки Знобовка,
выше по течению на расстоянии в 0,5 км расположено село Ясная Поляна,
ниже по течению на расстоянии в 1,5 км расположено село Лесное,
на противоположном берегу — сёла Заречье и Новый Свет.
Река в этом месте извилистая, образует лиманы, старицы и заболоченные озёра.

## История
По утверждению А.И. Ханенко, Голубовка была основана около 1671 года новгородским сотником Чернацким. А.М. Лазаревский придерживался другой точки зрения и считал, что её поселил новгородский сотник Черняй. И тот и другой исследователь строили свои предположения на показаниях жителей Голубовки и Каменки, которые они давали в ходе Генерального следствия о маетностях Стародубского полка 1729 года. Однако их показания были противоречивы. Жители Голубовки утверждали, что их село и село Каменку осаживал новгородский сотник Черняй, а жители Каменки считали, что это сделал новгородский сотник Чернацкий.
Отвечая на вопрос о том, кто основал Голубовку, А.И. Ханенко отдал предпочтение показаниям жителей Каменки, а А.М. Лазаревский – Голубовки. Однако никто из них свои выводы не аргументировал. В связи с этим однозначно утверждать, что Голубовку основал новгородский сотник Василий Черняй, как это делает А.М. Лазаревский, или новгородский сотник Михаил Чернацкий (Чарницкий), как об этом говорит А.И. Ханенко, мы не можем. Не можем мы указать и точное время поселения Голубовки, поскольку она могла быть основана как в 1673 году, когда новгородским сотником был Михаил Чернацкий (Чарнацкий), так и в 1675 году, когда указанный пост занимал Василий Черняй.
5 августа 1680 года стародубский полковник Григорий Карпович Коровка-Вольский пожаловал Голубовку с мельницей новгородскому сотнику Константину Мартыновичу Корноуху (25.05.1680 – 1681 (1684), 1691), а после его смерти она поочерёдно предоставлялась на ранг другим новгородским сотникам: Ивану Стягайло (1686–1687, 1691–1692, 1698; 1699), Лукьяну Ивановичу Жоравко (1693–1709), Семёну Березовскому (1710–1712), Даниле Герасимовичу Кутневскому (1712–1715, 1729), Фёдору Лисовскому (1715–1718 (1721), 1722), Семёну Яковлевичу Галецкому (1722–1723 (1725)), Василию Христичевскому (1724 (1725) – 1727, 1729 (1735) – 1738) и Степану Ивановичу Судиенко (1730, 1732, 1736, 1739–1763).
Из всех перечисленных сотников хуже всех обращался с местными жителями Фёдор Лисовский. Он отбирал их имущество, бил и принуждал к непосильной работе. В связи с этим они вынуждены были жаловаться на него бунчуковому товарищу А. Полоницкому, руководившему в 1719 г. следствием по делу Лисовского: «он яко волк, похитивши нас бедных под свою державу, не яко иные державцы, отечески, но яко немилосердный тиран с нами поступает, битьем смертным, или грабежом нищит нас, в работу другим людям запродаёт, как и теперь запродал нас за четыреста золотых. А те арендаторы, по данному Лисовским позволению, тяжкими работами нас утесняют; такого малослыханного немилосердия не могучи понести, все почти из села порасходились, дома и грунта свои покидая и так, уже из тридцати дворов с лишком, как Лисовскому мы достались, остается нас только шесть дворов».
В 1763 году на должность новгородского сотника был назначен Андрей Андреевич Рачинский (1763–1780 (1782)), служивший до этого времени регентом капеллы епископа львовского Льва Мелецкого, а с 1753 года – руководителем капеллы графа Кириллы Разумовского. Рачинский сочинял церковную музыку и часто играл на скрипке перед великокняжеской четой. На одном из концертов его игра настолько понравилась будущему императору Петру Фёдоровичу, что тот подарил ему скрипку работы известного итальянского мастера Страдивари, а став императором, удостоил его звания камер-музыканта.
При назначении на должность сотника Андрей Рачинский получил во владение село Голубовку и по ревизии 1764 года владел в ней 3 дворами, 5 хатами и 36 бездворными хатами146, а в 1765–1768 гг. – 24 дворами.
На момент описания Новгород-Северского наместничества 1779–1781 гг. в Голубовке числилось 34 двора и 39 хат, из которых А.А. Рачинскому принадлежало 26 дворов и 28 хат, а бунчуковому товарищу Ивану Степановичу Судиенко – 8 дворов и 11 хат. Андрей Андреевич имел в Голубовке 18 винокуренных котлов, которые сдавал в аренду казакам-подпомощникам Ямпольской и Новгородской сотни и другим лицам, получая от них арендную плату в размере от 6 до 10 руб. в год с котла. Винокурня обеспечивала работой значительную часть местных жителей, а производимая на ней продукция отправлялась для продажи по реке Десне в местечко Городище или отвозилась сухопутным путём в Полтаву, Глухов и Густин.
22 августа 1783 года Екатерина ІІ пожаловала Голубовку в вечное и потомственное владение князю Александру Андреевичу Безбородко (14.03.1747 – 6.04.1799), влиятельнейшему государственному деятелю своего времени, а он в 1787 году подарил её своему другу – тайному советнику Осипу Степановичу Судиенко, который служил в Главном почтовых дел управлении в Санкт-Петербурге.
После получения Голубовки в дар О.С. Судиенко построил в селе усадьбу, которая находилась на берегу реки Знобовки и включала в себя помещение для приготовления пищи, пекарню, склады, конюшню, кузницу, мельницу и одноэтажный господский дом, украшенный классическими колоннами.
Территория усадьбы была обнесена двухметровой кирпичной оградой со входом, а внутри неё находился плодовый сад с небольшим озером, в котором разводили карасей и другую ставковую рыбу.
После смерти О.С. Судиенко, наступившей 4 декабря 1811 года, Голубовку унаследовал его сын Михаил Осипович Судиенко, который в 1860 году владел в ней 234 крепостными крестьянами мужского пола и свеклосахарным заводом, производительной мощностью около 7840 пудов сахара в год (по данным на 1860–1861 гг.).
8 сентября 1871 года М.О. Судиенко умер. После его смерти принадлежавшие ему владения в Голубовке перешли по наследству к его сыну Иосифу Михайловичу Судиенко (27.07.1830 – 5.12.1892), который через несколько лет продал их врачу и предпринимателю Родиону Георгиевичу Беловскому.
Вскоре после оформления договора купли-продажи Р.Г. Беловский закрыл Голубовский свеклосахарный завод, а его оборудование перевёз в Великую Берёзку и установил на Великоберёзковском свеклосахарном заводе.
В пореформенное время в селе работали 2 ветряных мельницы, 1 крупорушка и 1 лавка. В Голубовке издавна функционировала православная Михайловская церковь деревянной постройки. Она была построена до 8 ноября 1687 года, прослужила более 60 лет и к 1745 году полностью обветшала. В 1748 году на её месте была возведена новая церковь деревянной постройки, однако в середине 70-х годов XVIII века она сгорела от удара молнии. В 1778 году местным помещиком О.С. Судиенко в Голубовке была построена новая церковь, которая находилась на холме, в 300 метрах от помещичьей усадьбы. Рядом с ней возвышалась колокольня, а за ней располагались дома священника и дьяка.
Согласно расписанию приходов и причтов Черниговской епархии от 17 января 1876 года, голубовская церковь входила в состав Гаврилово-Голубовского прихода, настоятелем которого в 1879 году был автор утерянной «Летописи сёл Голубовки и Берёзки» священник Михайловской О.С. Судиенко церкви Гавриловой Слободы Иоанн Максимович, а его помощником – священник Михайловской церкви села Голубовки Александр Головачевский.
В церкви хранилось Евангелие в переплёте из чёрного бархата, подаренное 8 ноября 1687 года новгородским сотником Давидом Трофимовичем Пушкаренко (1679) и его женой Анастасией с дарственной надписью: «Я раб божий Давид Пушкаренко, сотник войска их Царского Пресветлого Величества, из женою моею Анастасиею, надалисмо сие Евангелие за отпущение грехов своих до храму престола Архистратига Христова Михаила в вечную посессию, до слободы Голубовки».
Какое отношение к указанной церкви имел Давид Трофимович Пушкаренко, мы не знаем. Вероятнее всего, он владел Голубовкой в то время, когда был новгородским сотником. Однако его почему-то ни местные старожилы, ни А.М. Лазаревский, ни другие исследователи в числе владельцев села не называли.
Возможно, ответ на этот вопрос кроется в легенде, связанной со строительством старой голубовской церкви. По преданию, она была возведена на холме, в котором был похоронен местный разбойник Михаил Степанович Бочаренко (Кудояр), в отпущение грехов его за совершённые злодеяния.
До того как стать разбойником, Кудояр проживал в городе Севске и встречался с дочерью богатого местного казака Анастасией Кирпотенко. Однако по настоянию родителей Анастасия вынуждена была выйти замуж за новгородского сотника Давида Пушкаренко, который после вступления в брак пригрозил Кудояру расправой, если тот не оставит его жену в покое.
Опасаясь за свою жизнь, молодой влюблённый покинул родительский дом и подался в район Голубовки, где организовал банду разбойников, которая проживала в пещере и на протяжении нескольких лет грабила зажиточных людей, проезжавших по дороге из Новгорода-Северского в Севск.
В мае 1679 года Кудояр захватил повозку, в которой ехала к родителям его возлюбленная Анастасия. Между молодыми людьми вспыхнула призабытая любовь, и они стали жить вместе. Узнав об этом, Давид Пушкаренко напал с отрядом казаков на разбойников и убил Кудояра.
Что случилось с награбленными им ценностями, неизвестно. По преданию, записанному археологом М. Сперанским, Кудояр закопал их в курганах, во множестве находившихся в этих местах, а «всем зарытым вещам сделал опись, которую местные крестьяне выпахали в поле, закатанной в воске и за 50 копеек уступили владельцу соседнего хутора, от которого она перешла к голубовскому священнику». Однако о её дальнейшей судьбе ничего неизвестно.
После прихода к власти большевиков, в 1918–1919 гг., голубовская церковь была закрыта и переоборудована под сельский клуб и читальню, а в годы Великой Отечественной войны разрушена.
В октябре 1860 года в Голубовке была открыта церковно-приходская школа, которую в 1860–1861 учебном году посещал 31 мальчик и 22 девочки, а в 1887 году – земская школа, в которой в 1901 году обучалось 39 мальчиков и 4 девочки. Земская школа находилась в доме землевладельца Р.Г. Беловского и в 1901 году содержалась за счёт средств земства в сумме 285 руб. [29, c. 123]. Процент грамотности среди местных жителей был невысоким и в начале 1897 года составлял 16,4 %.
Поблизости села были выявлены остатки городища и могильник времён Киевской Руси.

## Экономика
- Молочно-товарная ферма.
- «Им. Кирова», сельскохозяйственное ООО.

## Известные люди
- Белопольский, Василий Харитонович (1924—1993) — полный кавалер ордена Славы.
- Махонёк, Тимофей Андреевич (1919—2014) — Герой Социалистического Труда.